# Dongguang (köpinghuvudort i Kina, Jilin Sheng, lat 43,29, long 129,81)
Dongguang är en köpinghuvudort i Kina. Den ligger i provinsen Jilin, i den nordöstra delen av landet, omkring 380 kilometer öster om provinshuvudstaden Changchun. Antalet invånare är 11 550. Befolkningen består av 5 535 kvinnor och 6 015 män. Barn under 15 år utgör 7,0 %, vuxna 15-64 år 81 %, och äldre över 65 år 10,0 %.
Runt Dongguang är det ganska tätbefolkat, med 179 invånare per kvadratkilometer. Närmaste större samhälle är Wangqing, 4,9 km nordväst om Dongguang. Omgivningarna runt Dongguang är en mosaik av jordbruksmark och naturlig växtlighet.
Genomsnittlig årsnederbörd är 928 millimeter. Den regnigaste månaden är juli, med i genomsnitt 198 mm nederbörd, och den torraste är januari, med 6 mm nederbörd.